# Incilius karenlipsae
Espèce
Incilius karenlipsae est une espèce d'amphibiens de la famille des Bufonidae.

## Répartition
Cette espèce est endémique de la province de Coclé au Panama. Elle se rencontre vers 850 m d'altitude dans le sud de la cordillère de Talamanca.

## Description
Le mâle holotype mesure 89,3 mm

## Étymologie
Cette espèce est nommée en l'honneur de Karen R. Lips.

## Publication originale
- Mendelson & Mulcahy, 2010 : A new species of toad (Bufonidae: Incilius) from central Panama. Zootaxa, no 2396, p. 61-68 (texte intégral).